# Жозе Гоміш
Жозе Гоміш (порт. José Gomes; нар. 8 квітня 1999) — португальський футболіст, нападник українського клубу «Чорноморець».
Чемпіон Європи 2016 року у складі юнацької збірної (U-17) Португалії з футболу. Чемпіон Європи 2018 року у складі юнацької збірної (U-19) Португалії з футболу.

## Клубна кар'єра
Вихованець академії португальського клубу «Бенфіка», в якадемії якого виступав з 13 років. У сезоні 2016/17 з молодіжної команди клубу Жозе було переведено до резервного складу «Бенфіка Б», який виступав у другій лізі Португалії. Там він дебютував 6 серпня 2016 року в матчі проти клубу «Кова-да-Пієдаді».
9 вересня 2016 року Гоміш дебютував в основному складі «Бенфіки», вийшовши на заміну в матчі чемпіонату Португалії проти «Ароки», ставши третім наймолодшим гравцем «Бенфіки», який дебютував за головну команду. До кінця того сезону він провів ще дві гри чемпіонату, один матч кубка, а також зіграв у грі Ліги чемпіонів УЄФА проти «Наполі» (2:4). Після цього Гоміш грав лише в резервній команді клубу, тому Гоміш був відданий в оренду іншій команді вищого дивізіону «Портімоненсі» на сезон 2019/20 роки. Втім вийшовши лише один раз на заміну у грі проти «Жіла Вісенте», він у лютому 2020 року перейшов до польської «Лехії» (Гданськ) з Екстракласи, до кінця сезону. За час перебування на узбережжі Балтійського моря він забив лише один гол, 12 липня у грі проти «Леха» з Познані (2:3).
15 лютого 2021 року Гомес переїхав до Болгарії, підписавши контракт з клубом «Черно море», де виступав протягом року, а 4 лютого 2022 року підписав контракт з клубом італійської Серії C «Сереньо», де виступав у другій половині сезону.
3 вересня 2022 року Гоміш підписав контракт з румунським ЧФР (Клуж-Напока), де до зимової перерви зіграв лише у двох кубкових іграх, тому у січні 2023 року був відданий в оренду іншому місцевому клубу «Університатя» (Клуж) на другу половину сезону. З клубом він дійшов до фіналу Кубка Румунії, але зазнав поразки від Сепсі ОСК по пенальті.
22 червня 2023 року Гоміш підписав однорічний контракт із новачком вищого дивізіону Кіпру «Етнікос» (Ахна), де грав до кінця року.
У лютому 2024 року став гравцем одеського «Чорноморця».

## Виступи за збірні
Зі збірною Португалії до 17 років він виграв юнацький чемпіонат Європи в Азербайджані 2016 року, де також став найкращим бомбардиром з 7 голами і був визнаний найкращим гравцем турніру. Через два роки він знову зміг стати чемпіоном Європи, цього разу зі збірною до 19 років на турнірі у Фінляндії. За це 31 липня 2018 року нагороджений поритугальським орденом Заслуг.
Також у 2017 році він зіграв на молодіжному чемпіонаті світу, де провів чотири матчі, а Португалія програла Уругваю в чвертьфіналі по пенальті.

## Досягнення
- Чемпіон Португалії: 2016/17
- Володар Кубка Португалії: 2016/17
- Чемпіон Європи серед юнаків до 17 років: 2016
- Чемпіон Європи серед юнаків до 19 років: 2018

### Індивідуальні
- Найкращий бомбардир чемпіонату Європи до 17 років: 2016 (7 голів)
- Найкращий гравець чемпіонату Європи до 17 років: 2016